# Timon van Leeuwen
Timon van Leeuwen (Leiden, 6 september 1987) is een Nederlands profvoetballer die uitkwam voor eerstedivisionist Go Ahead Eagles. Van Leeuwen is een linksbenige middenvelder. 
Van Leeuwen begon met voetballen bij amateurclub UVS in zijn geboorteplaats Leiden. Hij werd daar later gescout door Feyenoord. Bij de Rotterdammers redde hij het niet. In 2008 sloot de middenvelder aan bij de selectie van Go Ahead Eagles. Bij de ploeg uit Deventer debuteerde hij op 6 februari 2009 tijdens de uitwedstrijd tegen FC Omniworld (1-2 zege).